# Callulops biakensis
Espèce
Callulops biakensis est une espèce d'amphibiens de la famille des Microhylidae.

## Répartition
Cette espèce est endémique de l'île de Biak dans la province de Papouasie en Indonésie.

## Description
Les 3 spécimens mâles observés lors de la description originale mesurent entre 53,6 mm et 67,8 mm et le spécimen femelle observé lors de la description originale mesure 61,0 mm.

## Étymologie
Son nom d'espèce, composé de biak et du suffixe latin -ensis, « qui vit dans, qui habite », lui a été donné en référence au lieu de sa découverte, l'île de Biak.

## Publication originale
- Günther, Stelbrink & von Rintelen, 2012 : Three new species of Callulops (Anura: Microhylidae) from western New Guinea. Vertebrate Zoology, Dresden, vol. 62, p. 407–423.